# 세르조 베르토니
세르조 베르토니(이탈리아어: Sergio Bertoni ˈsɛrdʒo berˈtoːni[*]; 1915년 9월 23일, 토스카나 주 피사 ~ 1995년 2월 15일, 리구리아 주 라 스페치아)는 이탈리아의 전 축구 선수이자 감독으로, 현역 시절 스트라이커로 활동했다. 그는 이탈리아 국가대표팀 일원으로 1936년 하계 올림픽과 1938년 월드컵을 우승했다.

## 클럽 경력
피사 출신인 베르토니는 피사(1935–1938)와 제노아(1938–1946)에서 주로 활동했다.
베르토니는 1936년부터 1940년까지 이탈리아 국가대표팀 경기에 6번 출전해 1골을 기록했다. 그는 1936년 하계 올림픽과 1938년 월드컵을 우승했다. 그는 알프레도 포니, 피에트로 라바, 그리고 우고 로카텔리와 함께 두 대회를 모두 석권한 이탈리아의 4명밖에 되지 않는 선수이다.

## 감독 경력 및 은퇴 후 행보
제2차 세계 대전이 끝나고, 베르토니는 1950-51 시즌, 1955-56 시즌, 1956-57 시즌, 그리고 1961-62 시즌에 스페치아를 지도했다. 그는 1995년에 향년 79세로 영면에 들었다.

## 수상

### 국가대표팀
이탈리아
- 올림픽 금메달: 1936
- 월드컵: 1938